# Nkhotakota
Nkhotakota er en by i den centrale del af Malawi, med et indbyggertal (pr. 2008) på cirka 33.000. Byen ligger ved breden af Malawisøen, hvor den udgør en af de vigtigste havnebyer.
12°55′S 34°18′Ø / 12.917°S 34.300°Ø